# Schönjochbahn
De Schönjochbahn is een 2,8 kilometer lange kabelbaan in het skigebied Serfaus-Fiss-Ladis. De gondelbaan ligt bij de plaats Fiss in de Oostenrijkse deelstaat Tirol. De kabelbaan loopt vanuit de Fiss naar de Fisser Joch over een hoogteverschil van 964 meter.
De gondelbaan werd in 2003 door de firma Doppelmayr gebouwd en heeft een snelheid van zes meter per seconde. De gondelbaan kan in totaal 2800 personen per uur vervoeren. In tegenstelling tot vele andere gondelbanen, heeft deze gondelbaan ook een tussenstation waar men niet hoeft over te stappen.

## Geschiedenis
Voordat deze gondelbaan in 2003 werd gebouwd, liep over hetzelfde traject een oude gondelbaan, die stamde uit 1979. In iedere cabine van deze kabelbaan was plaats voor vier personen en de gondelbaan kon in totaal 1300 personen per uur vervoeren. De oude gondelbaan had een snelheid van vier meter per seconde.

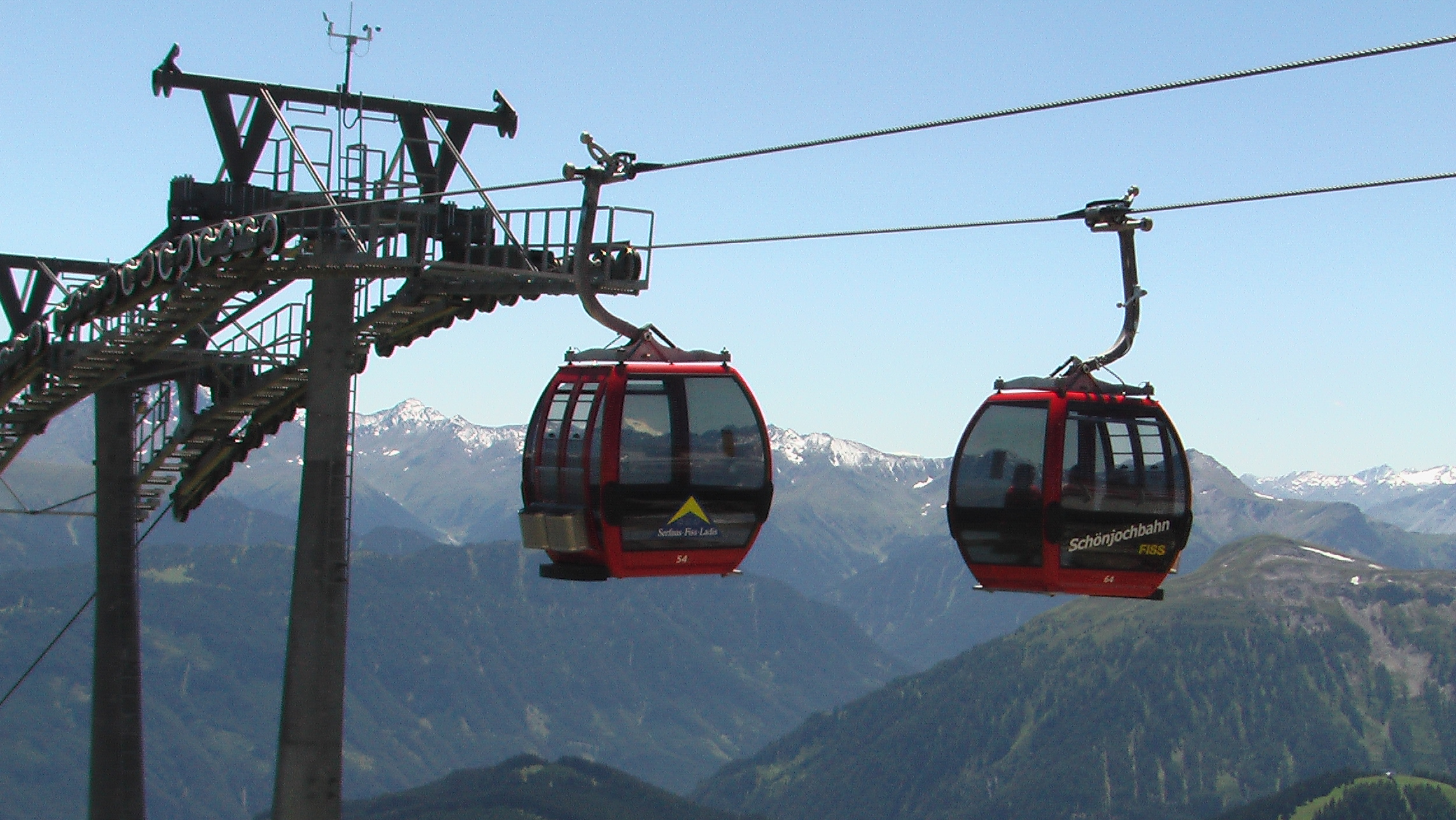
De Schönjochbahn gezien vanaf het bergstation.

Alpkopfbahn
· Arrezjochbahn
· Gampenbahn
· Komperdell
· Komperdellbahn
· Lawensbahn
· Lazidbahn
· Moosbahn
· Möseralmbahn
· Obere Scheidbahn
· Pezidbahn
· Planseggbahn
· Puinzbahn
· Rastbahn
· Sattelbahn
· Scheidbahn
· Schöngampbahn
· Schönjochbahn
· Sonnenbahn
· Sunliner
· Waldbahn
· Zwölferbahn